# مسجد چمن چوپانها
مسجد چمن چوپانها مربوط به دوره قاجار است و در همدان، حاشیه شرقی بلوار آیت الله کاشانی واقع شده و این اثر در تاریخ ۱۶ فروردین ۱۳۷۷ با شمارهٔ ثبت ۱۹۷۸ به‌عنوان یکی از آثار ملی ایران به ثبت رسیده است.